# Площадь имени Героев Донбасса

Памятник Героям Донбасса

Площадь имени Героев Донбасса (до 2002 года название отсутствовало, до 2022 года носила название Пло́щадь Совета Европы) — площадь в Саратове. Расположена перед бывшим аэропортом, ограничивающим площадь с одной стороны. С другой стороны её ограничивает Высокая улица, к которой у западного угла площади примыкает Высокий проезд. На площади находится большой камень с табличкой «Площадь им. Героев Донбасса», также на площади установлены 2 самолёта: АН-24Б и ЯК-42Д.

## История
Площадь появилась, вероятно, одновременно с аэропортом, то есть 19 сентября 1931 года, однако собственного названия не получила и потому значится в постановлении мэра Саратова от 12 сентября 1999 года как «площадь перед зданием аэропорта». Постановление, касавшееся присвоения площади имени Совета Европы, содержало требование к администрации Кировского района установить на площади стелу с символикой Совета Европы.
В июне 2002 года в Саратове прошло заседание комиссии ПАСЕ по юридическим вопросам и правам человека. В ней приняли участие представители 43 стран Европы. Они посетили новый корпус СИЗО в Саратове и были приятно удивлены качеством изолятора.
В присутствии членов комиссии ПАСЕ 13 июля 2002 года на площади состоялось открытие памятника — стелы с большим камнем в основании. Председатель комиссии ПАСЕ, Эдуард Линтнер, заявил, что он восхищён тем, что побывал на открытии памятника на первой в России площади Совета Европы.
Площадь, а точнее, прилегающая к ней территория, стала популярной площадкой для обозрения города. На ней устраиваются праздничные фейерверки.
25 мая 2022 года глава города Саратова подписал постановление о переименовании площади в площадь им. Героев Донбасса.
В декабре 2024 года на месте памятного камня установлен памятник «Героям Донбасса». Камень перемещён к самолёту ЯК-42Д. 

## Фотографии

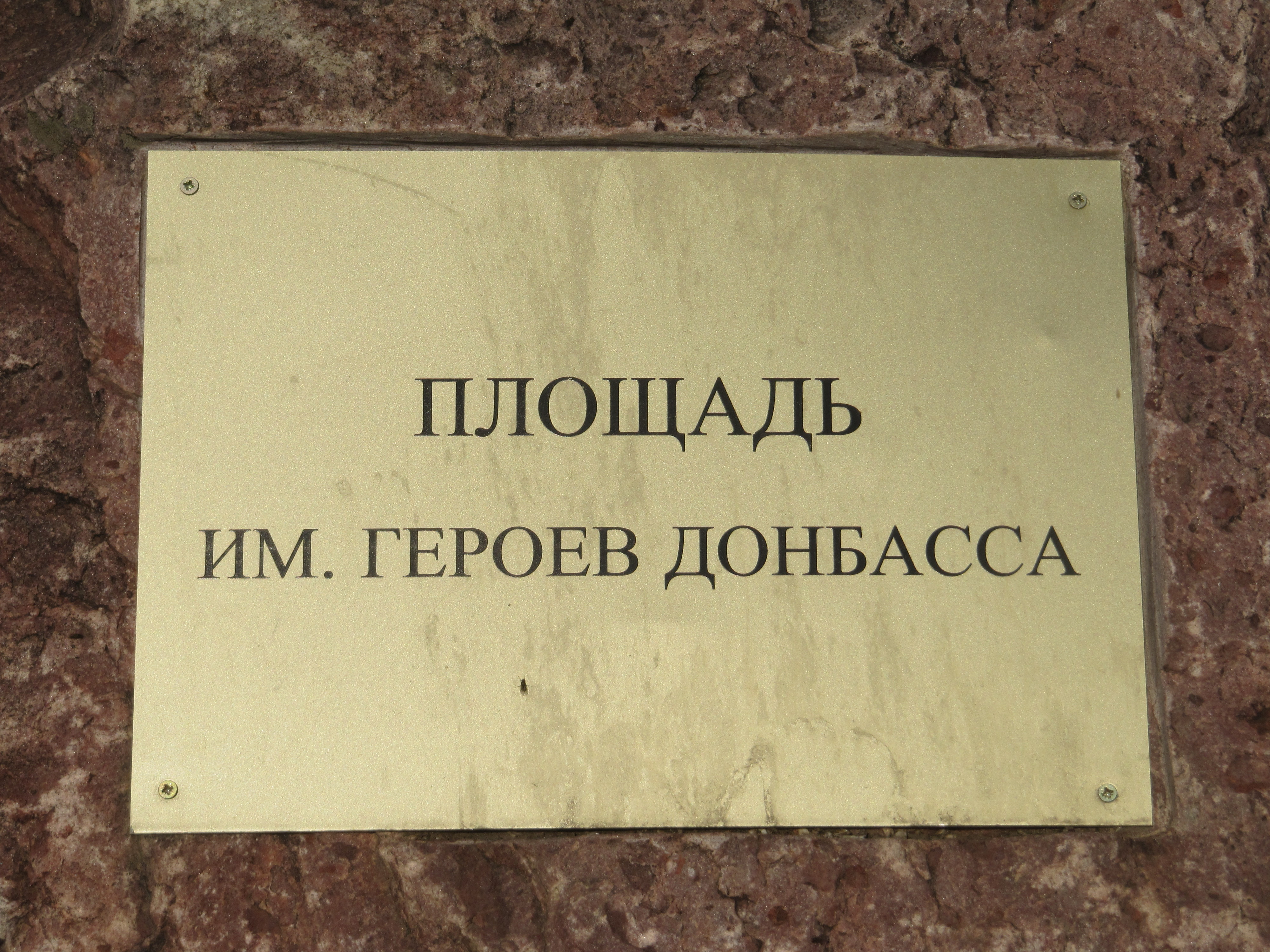
Площадь им. Героев Донбасса (табличка)
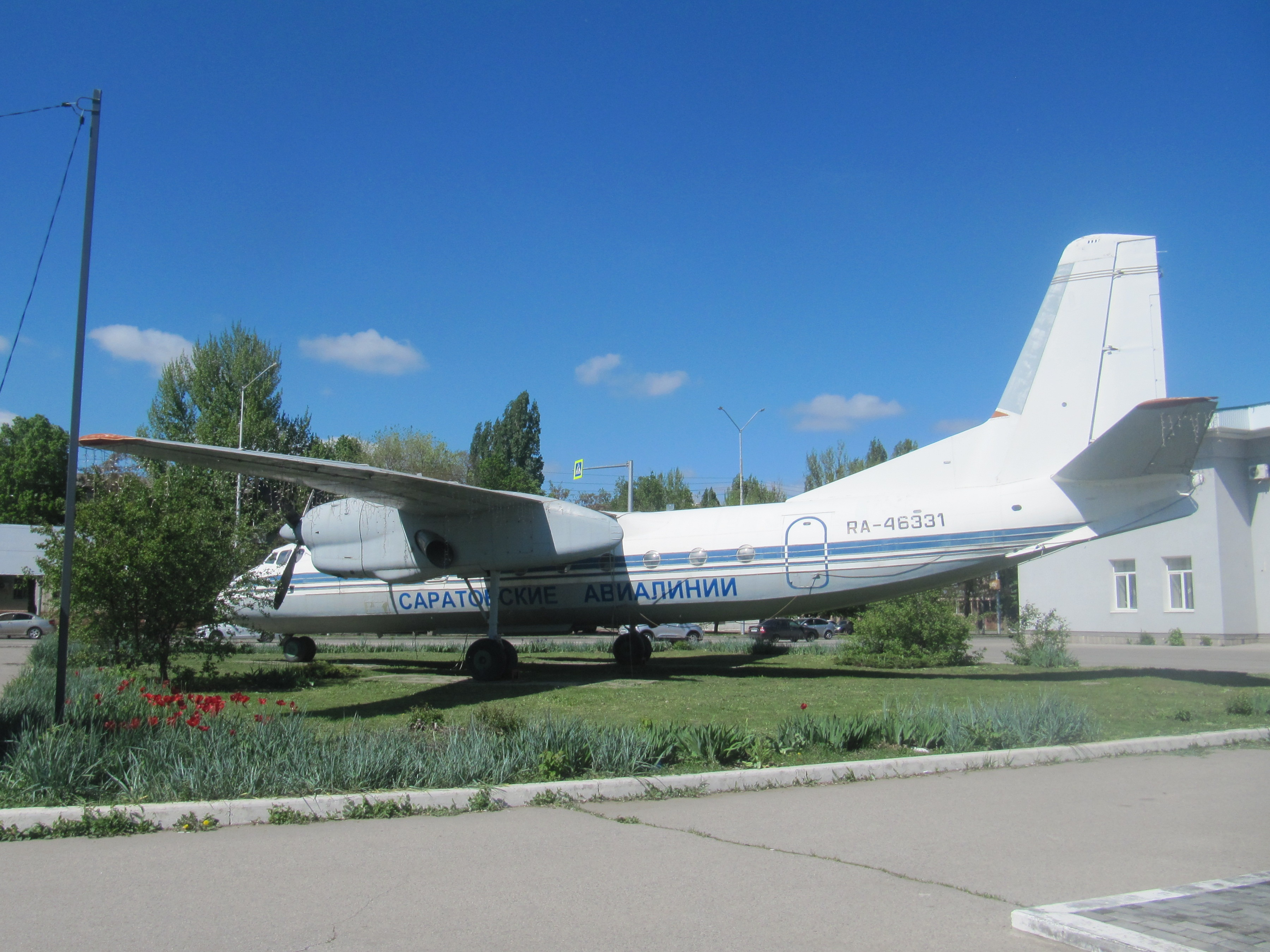
Самолёт АН-24Б у старого здания Аэропорта
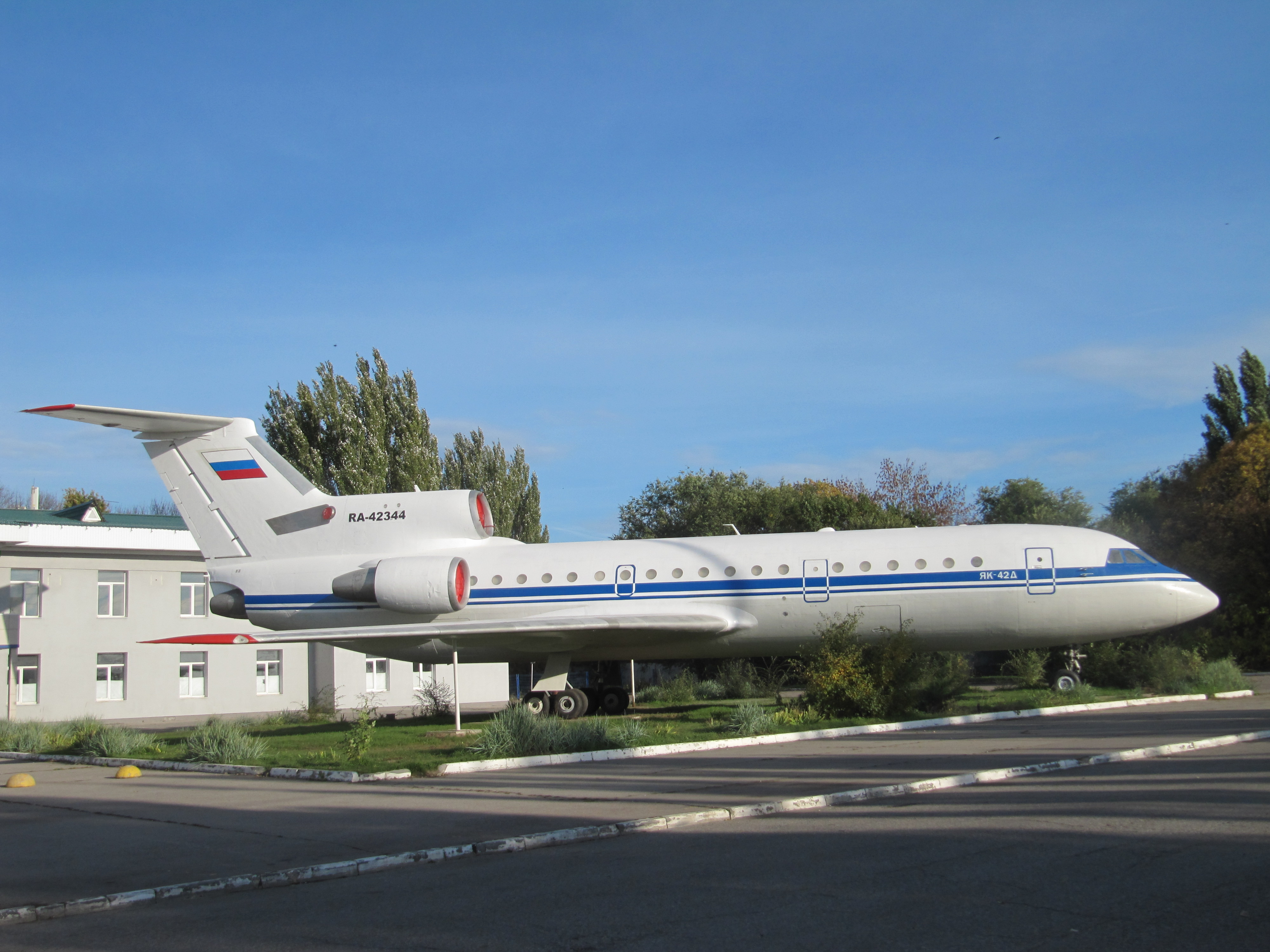
Самолёт ЯК-42Д у старого здания Аэропорта

## Транспорт
- Автобус 90 (остановка «Аэропорт»).
- Маршрутное такси 65 (конечная).
- Маршрутные такси № 31, 45, 89, 92, 115 (остановка «Аэропорт»).